# Bridgerton
Bridgerton er en amerikansk dramaserie skabt af Chris Van Dusen og produceret af Shonda Rhimes.
Den havde premiere på Netflix den 25. december 2020.
Dramaet er centreret om Bridgerton-familien: Violet, Dowager Lady Bridgerton; hendes fire sønner, Anthony, Benedict, Colin og Gregory og hendes fire døtre, Daphne, Eloise, Francesca og Hyacinth. Featheringtons er også med: Portia, Lady Featherington; hendes mand baronen; og deres tre døtre, Philippa, Prudence og Penelope.

## Medvirkende

### Hovedrollerne
- Adjoa Andoh som Lady Danbury, har en skarp tunge, indsigtsfuld doyenne i Londons finere kredse, som er Simons mentor.
- Lorraine Ashbourne som fru Varley, Featheringtons husholderske.
- Jonathan Bailey som Anthony, Viscount Bridgerton, den ældste Bridgerton-søn.
- Ruby Barker som Marina Thompson, Featheringtons kusine.
- Sabrina Bartlett som Siena Rosso, en operasanger, der er Anthonys elskerinde.
- Harriet Cains som Philipa Featherington, den midterste Featherington-datter.
- Bessie Carter som Prudence Featherington, den ældste Featherington-datter.
- Nicola Coughlan som Penelope Featherington, den yngste Featherington-datter.
- Phoebe Dynevor som Daphne Bridgerton, det fjerde Bridgerton-barn og ældste datter.
- Ruth Gemmell som Violet, Dowager Viscountess Bridgerton, børnenes enkemor.
- Florence Hunt som Hyacinth Bridgerton, det ottende og yngste Bridgerton-barn.
- Claudia Jessie som Eloise Bridgerton, det femte Bridgerton-barn og anden datter.
- Ben Miller som Archibald, Baron Featherington, Featherington-patriarken.
- Luke Newton som Colin Bridgerton, den tredje Bridgerton-søn.
- Regé-Jean Page som Simon Basset, hertug af Hastings, en af Londons mest eftertragtede ungkarle.
- Golda Rosheuvel som dronning Charlotte
- Luke Thompson som Benedict Bridgerton, den anden Bridgerton-søn.
- Will Tilston som Gregory Bridgerton, det syvende Bridgerton-barn og den yngste søn.
- Polly Walker som Portia, baronesse Featherington, Baronens ambitiøse kone og mor til hans døtre.
- Julie Andrews som stemmen til Lady Whistledown, forfatteren af et skandaløst samfundsnyhedsbrev.